# Лешак (Лепосавић)
Лешак је градско насеље у Србији, у општини Лепосавић. Административно припада Косову и Метохији, односно Косовскомитровачком управном округу. Према процени из 2011. године било је 1.803 становника.

## Географија
Површина катастарске општине Лешак, где је атар насеља, износи 1.331 ha. Седиште је истоимене месне заједнице. Налази се на десној страни реке Ибар, 10 km северно од Лепосавића, на надморској висини од 455 m.
Насеље има повољан саобраћајно-географски положај, јер се налази на Ибарској магистрали и железничкој прузи Београд—Краљево—Скопље. У ближој околини насеља је старо српско гробље и остаци цркве „Борјаница“ која је законом заштићена као историјски споменик.

## Историја
Први писани помен о Лешку је из 1395. године, када је српска кнегиња Милица, жена кнеза Лазара, приложила ово село светогорском манастиру Светог Пантелејмона.
Назив насеља вероватно потиче од имена биљке леска (лешник — листопадни густ грм чији се изданци употребљавају у плетарству, дрво у столарству и резбарству, а плодови у исхрани).
У Лешку, варошици индустријског типа, подигнуте су стамбене зграде са зеленим површинама око њих и асфалтним стазама.
На темељима старе цркве, коју је саградио учитељ Петко Ракочевић 1925. године, после земљотреса 1980. године, у Лешку је сазидана нова црква посвећена Успењу Богородице.
Општина Лешак  је до 1953. године припадала Студеничком срезу, а од 1953. до 1959. срезу Краљево.
У време када је Лешак био центар истоимене општине, од 1955. до 1959. године, почео је да поприма улогу административно-управног, здравственог, привредног, трговинског, културно-просветног и школског центра.
Руководство НР Србије крајем 1959. године одлучило је да се општина Лешак, која се до тада налазила у оквиру краљевачког среза припоји општини Лепосавић и тако премести у Аутономну косовскометохијску област
Године 1959. срезови Лепосавић и Лешак су из Рашког округа припојени Косовској Митровици. Сви каснији покушаји да се овај део врати централном делу Србије остали су без резултата.

## Инфраструктура
У Лешку постоји фабрика делова, компоненти и машина „Лола” у саставу Холдинг компаније „Иво Лола Рибар”. У насељу има 23 трговинска радње са мешовитом робом, а постоји и 12 занатских радњи.
У Лешку постоји Месна канцеларија, биоскоп, библиотека, обданиште (изграђено 2016), осморазредна основна школа, средња пољопривредна школа, расељена из Приштине након 1999. године и Пољопривредни факултет Универзитета у Приштини. Постоји и здравствена амбуланта (реновирана 2016), две апотеке, ветеринарска станица, дечји вртић и пошта са 1124 телефонска прикључка.
ОШ „Стана Бачанин”, носи име народног хероја из Другог светског рата, предратне учитељици из основне школе у Врачеву. Школска зграда је изграђена 1956. Смештена је у центру насеља. Од 2012. има и фискултурну салу. У свом саставу школа има матичну школу у Лешку и шест издвојених одељење у местима Бело Брдо, Врачево, Белуће (четири разреда), Остраће (четири разреда), Доњи Крњин (четири разреда), Миоковиће (четири разреда). Настава у матичној школи, која има око 300 ђака се обавља у две смене, док се у издвојеним школским местима одвија само у првој смени.

## Демографија
Према попису из 1981. године место је било већински насељено Србима. Након рата 1999. године Срби нису напуштали Лешак.
| Етнички састав према попису из 1981.‍ | Етнички састав према попису из 1981.‍ | Етнички састав према попису из 1981.‍ | Етнички састав према попису из 1981.‍ | Етнички састав према попису из 1981.‍ |
| ------------------------------------ | ------------------------------------ | ------------------------------------ | ------------------------------------ | ------------------------------------ |
|                                      |                                      |                                      |                                      |                                      |
| Срби                                 | Срби                                 |                                      | 1.448                                | 86,6%                                |
| Роми                                 | Роми                                 |                                      | 177                                  | 10,6%                                |
| Муслимани                            | Муслимани                            |                                      | 14                                   | 0,8%                                 |
| Црногорци                            | Црногорци                            |                                      | 12                                   | 0,7%                                 |
| Укупно: 1.672                        |                                      |                                      |                                      |                                      |

Број становника на пописима:
|             | \| Демографија[7] \| Демографија[7] \| Демографија[7] \| \| Година \| Становника \| Становника \| \| -------------- \| -------------- \| -------------- \| \| 1948. \| 578 \| \| \| 1953. \| 690 \| \| \| 1961. \| 1.041 \| \| \| 1971. \| 1.319 \| \| \| 1981. \| 1.672 \| \| \| 1991. \| 1.852 \| \| |            |
| Демографија | |            |
| Година      | Становника | Становника |
| 1948.       | 578 |            |
| 1953.       | 690 |            |
| 1961.       | 1.041 |            |
| 1971.       | 1.319 |            |
| 1981.       | 1.672 |            |
| 1991.       | 1.852 |            |

### Родови
Данашње становништво чине родови: Радосављевићи, Пешаковићи, Вукадиновићи, Бошковићи, Богдановићи, Милутиновићи, Ђоровићи, Стојановићи, Јездићи, Вучак, Лазићи, Дудићи, Кошанин, Џодићи, Лукићи, Виријевићи, Станисављевићи, Стојановићи, Питулић, Тасић, Зечевић, Граце, Богојевић, Кнежевићи, Шијаковићи, Перићи, Нешковићи, Чеперковићи, Цукићи, Раденковићи, Станковићи, Јеремићи, Јаковљевићи, Мијајловићи, Јовановићи, Биорац, Михајловић, Спасојевић, Ђорђевићи, Јеленићи, Кадићи, Вулетићи, Минићи, Стефановићи, Бабићи.
У засеоку Кратина живе родови: Павловићи, Лазовићи, Ђоровићи, Јаснићи, Михаиловићи, Вукадиновићи- Рајовићи .
У засеоку Засеље живе родови: Михајловићи, Јосовићи, Јоковићи.
У засеоку Премовићи живе родови: Премовићи,Бишевци и Миловановићи.
У засеоку Камен живе родови: Раковићи, Марковићи, Шљивићи, Пешићи, Нешовићи, Симовићи, Вукашиновићи, а има и ромских родова: Николићи, Јовановићи, Ристићи, Јаћимовићи, Богдановићи.

## Познате личности
- Проф. др Валентина Питулић, историчарка српске књижевности, песникиња
- Немања Милетић, српски фудбалер
- Милан Бишевац, српски фудбалер